# KGeography
KGeography é um software livre educacional que permite a aprendizagem de geografia. Ele faz parte da KDE SC 4. A versão atual é fornecida com o projeto educacional do KDE 3.5. 

## Aprendizado
O usuário pode navegar pelos mapas clicando em uma de suas divisões. As bandeiras de cada nação e de cada capital são exibidas.
Há cinco modos de jogo disponíveis:
- O usuário recebe um nome de uma divisão no mapa e precisa clicá-la;
- O usuário recebe uma capital e precisa encontrar a divisão que pertence a ela;
- O usuário recebe uma divisão e precisa descobrir sua capital;

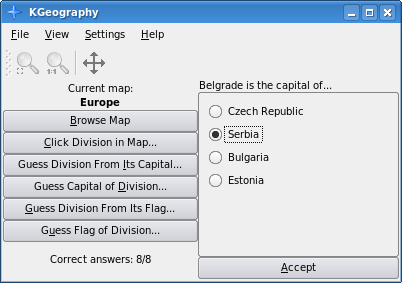
Modo "Encontrar divisão por sua capital" do KGeography

- O usuário recebe uma bandeira de uma divisão no mapa e precisa descobrir seu nome;
- O usuário recebe uma divisão no mapa e precisa encontrar sua bandeira;